# Veglio
Veglio é uma comuna italiana da região do Piemonte, província de Biella, com cerca de 659 habitantes. Estende-se por uma área de 6 km², tendo uma densidade populacional de 110 hab/km². Faz fronteira com Bioglio, Camandona, Mosso, Pettinengo, Piatto, Quittengo, Sagliano Micca, Tavigliano, Valle Mosso.

## Demografia
| Variação demográfica do município entre 1861 e 2011                               |
|                                                                                   |
| Fonte: Istituto Nazionale di Statistica (ISTAT) - Elaboração gráfica da Wikipedia |